# 环青冈
环青冈（学名：Quercus annulata）为壳斗科栎属下的一个种。